# 야성녀 아이비
《야성녀 아이비》(Poison Ivy)는 미국에서 제작된 캣 쉐어 감독의 1992년 스릴러, 드라마 영화이다. 톰 스커릿 등이 주연으로 출연하였고 앤디 루벤 등이 제작에 참여하였다.

## 출연

### 주연
- 톰 스커릿
- 사라 길버트
- 셰릴 래드
- 드류 베리모어

### 조연
- 앨런 스탁
- 잔느 사카타
- E.J. 무어

## 기타
- 공동제작: 릭 네이단슨
- 미술: 버지니아 리
- 의상: 엘렌 트레이시 그로스
- 배역: 제프리 파세로

## 같이 보기
- 크러쉬 (영화)